# Es Portitxol
Es Portitxol är en hamn i Spanien.   Den ligger i regionen Balearerna, i den östra delen av landet, 600 km öster om huvudstaden Madrid. Närmaste större samhälle är Palma de Mallorca, 1,8 km nordväst om Es Portitxol.